# Canoe Kayak Canada
Canoe Kayak Canada est la fédération sportive de canoë-kayak du Canada. En tant que fédération nationale, l'organisation est membre de la Fédération internationale de canoë et du Comité olympique canadien.

## Équipes
- Équipe nationale de vitesse
- Équipe nationale de slalom
- Équipe nationale de style libre
- Équipe nationale de canoe-polo

## Compétitions
- Championnats canadiens de canoë-kayak

## Fédérations provinciales
- Québec : Canot Kayak Québec
- Manitoba : Manitoba Paddling Association
- Alberta : Alberta Sprint Racing Canoe Association, Alberta Whitewater Association
- Colombie-Britannique : Canoe Kayak BC
- Ontario : Canoe Kayak Ontario
- Saskatchewan : Canoe Kayak Saskatchewan
- Nouveau-Brunswick : Division Atlantique de Canoe Kayak Canada
- Nouvelle-Écosse : Division Atlantique de Canoe Kayak Canada
- Île-du-Prince-Édouard : Division Atlantique de Canoe Kayak Canada
- Terre-Neuve-et-Labrador : Division Atlantique de Canoe Kayak Canada

## Identité visuelle
La fédération change son logo en février 2016.

Jusqu'en 2016
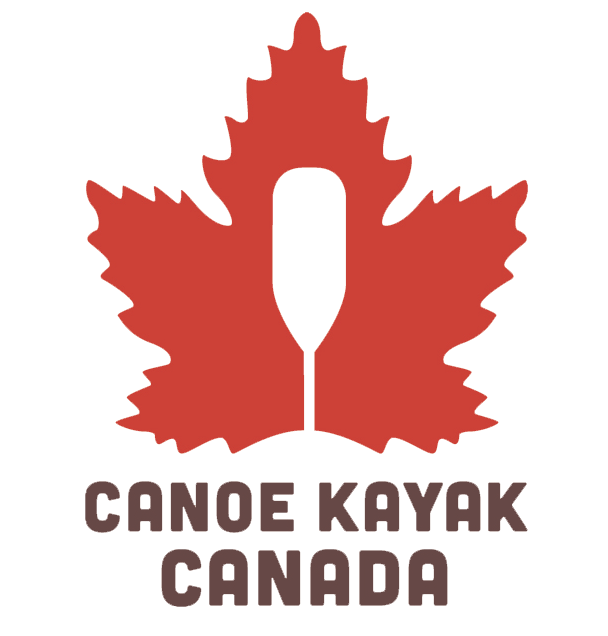
Depuis 2016

## Temple de la renommée olympique

### Céistes et kayakistes
- 2010 : Caroline Brunet
- 2003 : Kenneth Lane
- 2000 : Douglas Bennett
- 1995 : Frank Garner
- 1992 : Renn Crichlow
- 1988 : Alwyn Morris
- 1986 : Sue Holloway
- 1986 : Hugh Fisher
- 1985 : Larry Cain
- 1956 : Roy Nurse
- 1953 : Aubrey Ireland
- 1946 : Francis Amyot

### Bâtisseurs
- 2004 : Bert Oldershaw
- 1986 : Robert Sleeth
- 1976 : Howard Radford
- 1971 : Frank Clement